# Chrám Narození Páně
Chrám Narození Páně nebo bazilika Narození Páně (arabsky: كنيسة المهد) je kostel v Betlémě, postavený nad jeskyní, jež je údajným místem narození Ježíše Nazaretského.

## Vznik
Představuje jedno z nejsvětějších míst křesťanů. Je to nejdéle nepřetržitě fungující křesťanský kostel na světě.
Byly zde pastviny, známé jako Pastýřská pole, nad jeskyní byl brzy po smrti Ježíše Krista zhotoven první přístřešek uctívaný jako místo jeho narození. Císař Hadrián I. usiloval o vykořenění křesťanství a dal zde proto roku 135 postavit svatyni bohu Adonisovi. 
Výstavbu kostela zahájili císař Konstantin Veliký s matkou svatou Helenou v letech 327-332. Kostel byl postaven v blízkosti jeskyně, která je podle tradic považována za místo narození Ježíše Nazaretského. Kostel byl dokončen v roce 339, ale během Samaritánského povstání v 6. století vyhořel. V roce 565 dal byzantský císař Justinián I. postavit nový kostel, který v základech respektoval architekturu toho prvního.  V sedmém století byl kostel při invazi Peršanů ušetřen. Osmanští Turci v 16. století baziliku poničili a olovo ze střechy použili na výrobu dělových koulí. Během pozdějších století byl kostel vícekrát rozšířen. Byly k němu dostavěny i výrazné přístavky.

## Současnost
V roce 2012 byl kostel zapsán na seznam Světového dědictví UNESCO (spolu s ostatními památkami v lokalitě). Mezi roky 2012 a 2019 figuroval zároveň na seznamu světového dědictví v ohrožení, protože budovu narušoval průnik vody.
V letech 2009–2020 probíhá celková rekonstrukce a restaurování interiéru kostela, během které byl objeven a zpřístupněn další úsek římské mozaikové dlažby, očištěny malby světců na sloupech mezilodní arkády, očištěny a konzervovány byzantské mozaiky na stěnách hlavní lodi a zpřísněny předpisy pro pálení svíček, které v minulosti tolik zdevastovaly výzdobu.
Každý rok se v něm na Vánoce zapaluje betlémské světlo, které se pak dále převáží do celého světa. Jeho převoz zajišťují skauti.

## Galerie

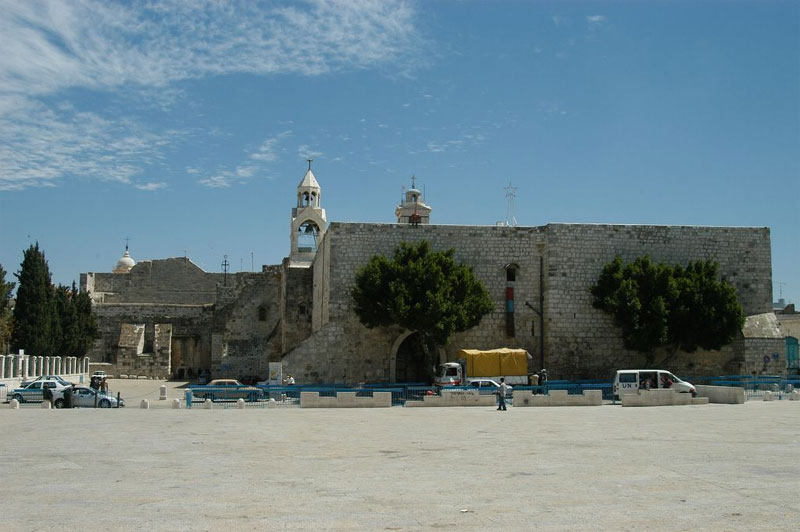
Chrám Narození Páně
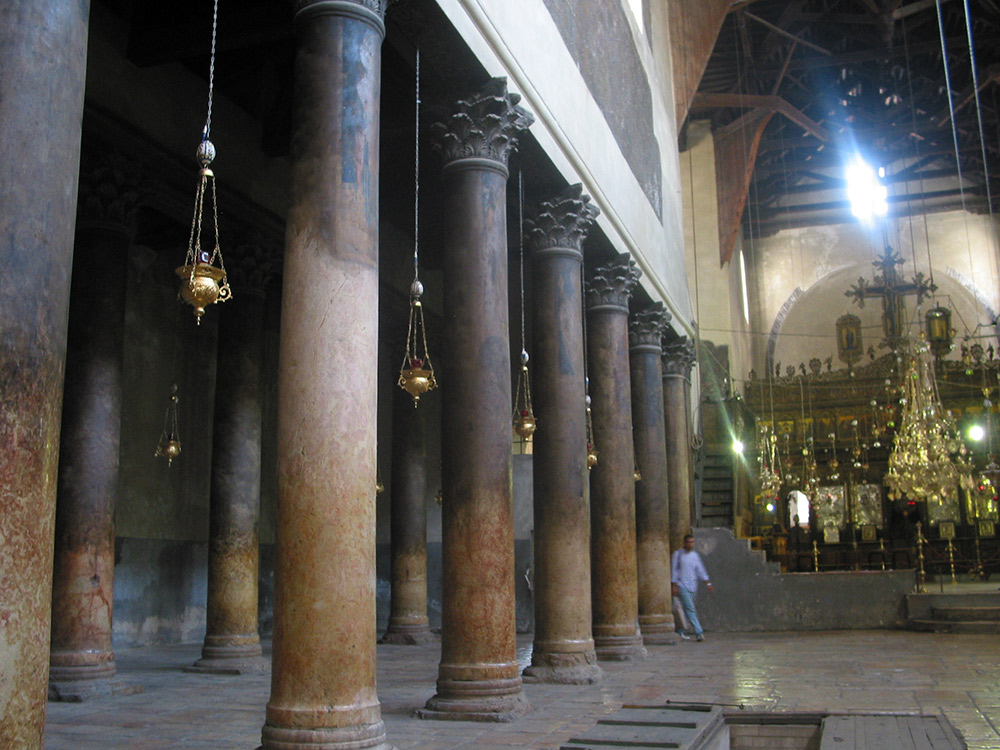
Interiér chrámu
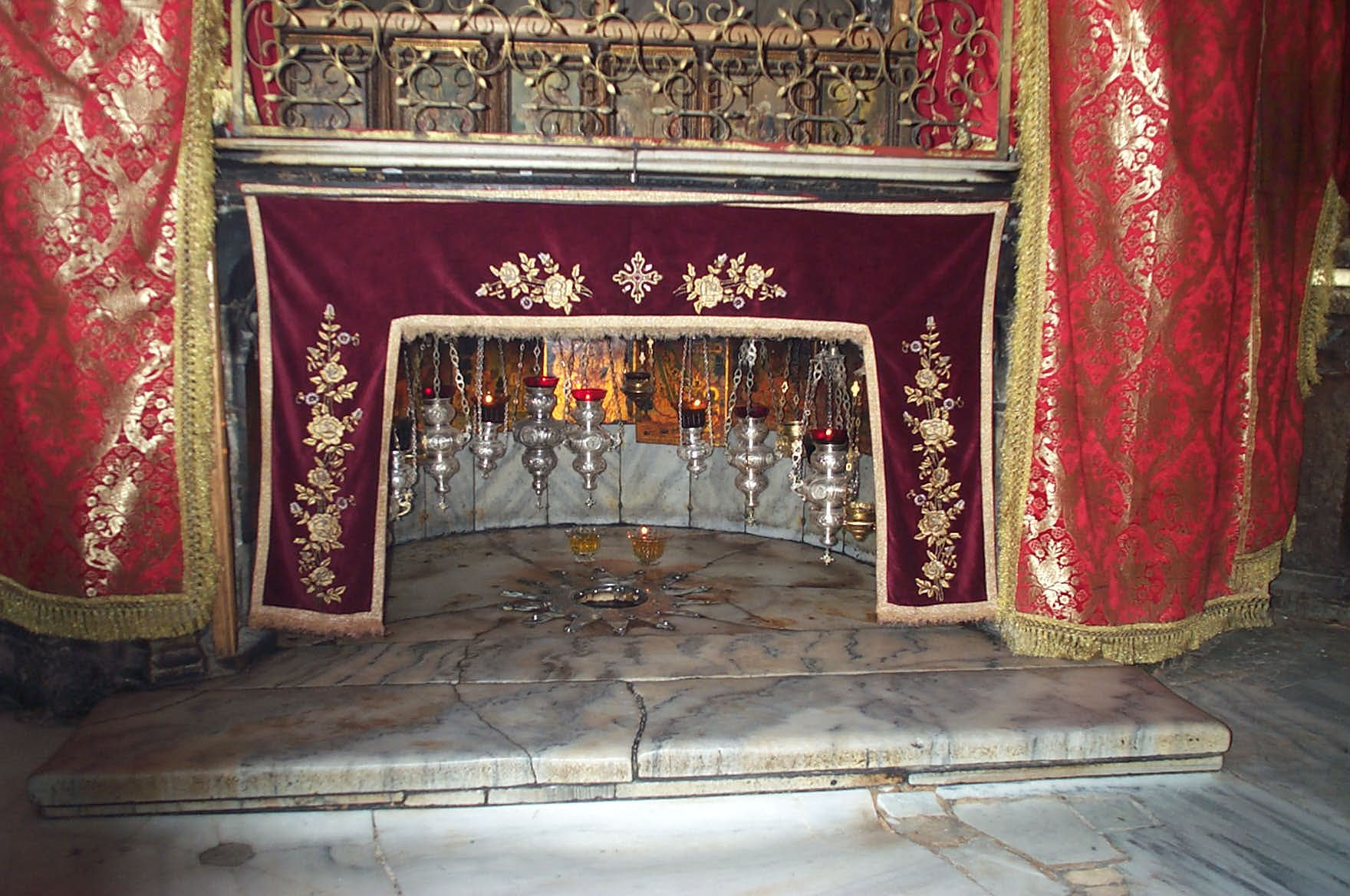
Místo narození Ježiše
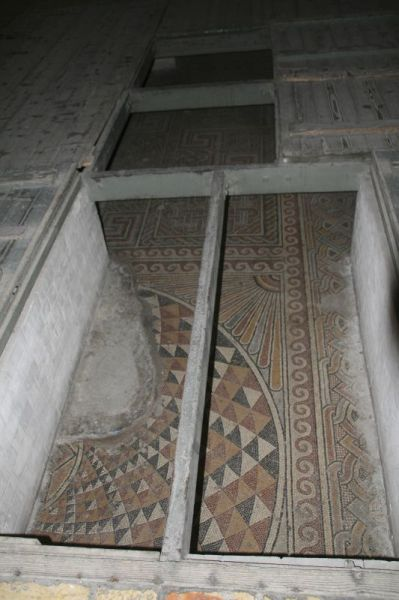
Mozaiková podlaha původního chrámu
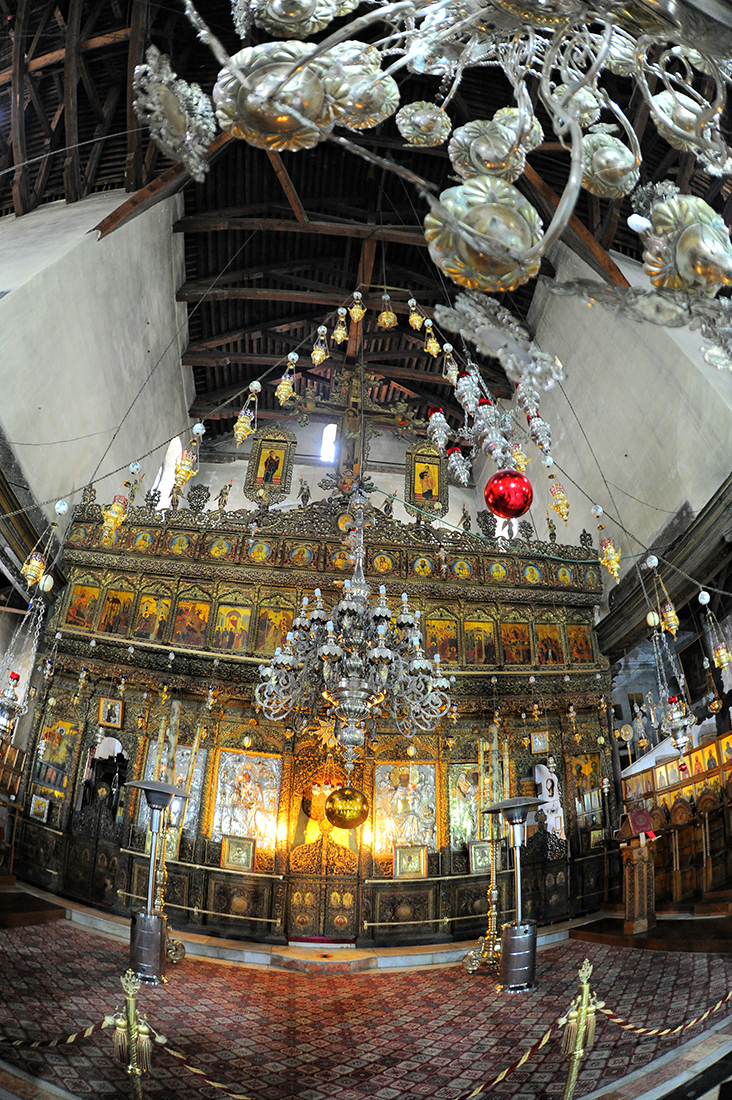
Ikonostas po restaurování